# Дентон (Небраска)
Дентон (енгл. Denton) град је у америчкој савезној држави Небраска.

## Демографија
По попису из 2010. године број становника је 190, што је 1 (0,5%) становника више него 2000. године.
| Група             | 2000.       | 2010.       |
| Белци             | 187 (98,9%) | 182 (95,8%) |
| Афроамериканци    | 0 (0,0%)    | 2 (1,1%)    |
| Азијати           | 0 (0,0%)    | 2 (1,1%)    |
| Хиспаноамериканци | 2 (1,1%)    | 3 (1,6%)    |
| Укупно            | 189         | 190         |